# Kết cấu xây dựng cao tầng
Kết cấu xây dựng cao tầng là một lĩnh vực thuộc kết cấu xây dựng và tập trung vào các công trình xây dựng cao tầng.

## Các cấu kiện cơ bản
1. Nền móng
  1. Móng đơn và mỏng băng
  2. Móng bè
  3. Móng khối
  4. Móng cột
2. Truyền lực ngang
  1. Lõi chịu lực
  2. Sàn
3. Truyền lực dọc
  1. Dầm
  2. Cột
  3. Tường